# 舊比利斯克區 (1923年—2020年)

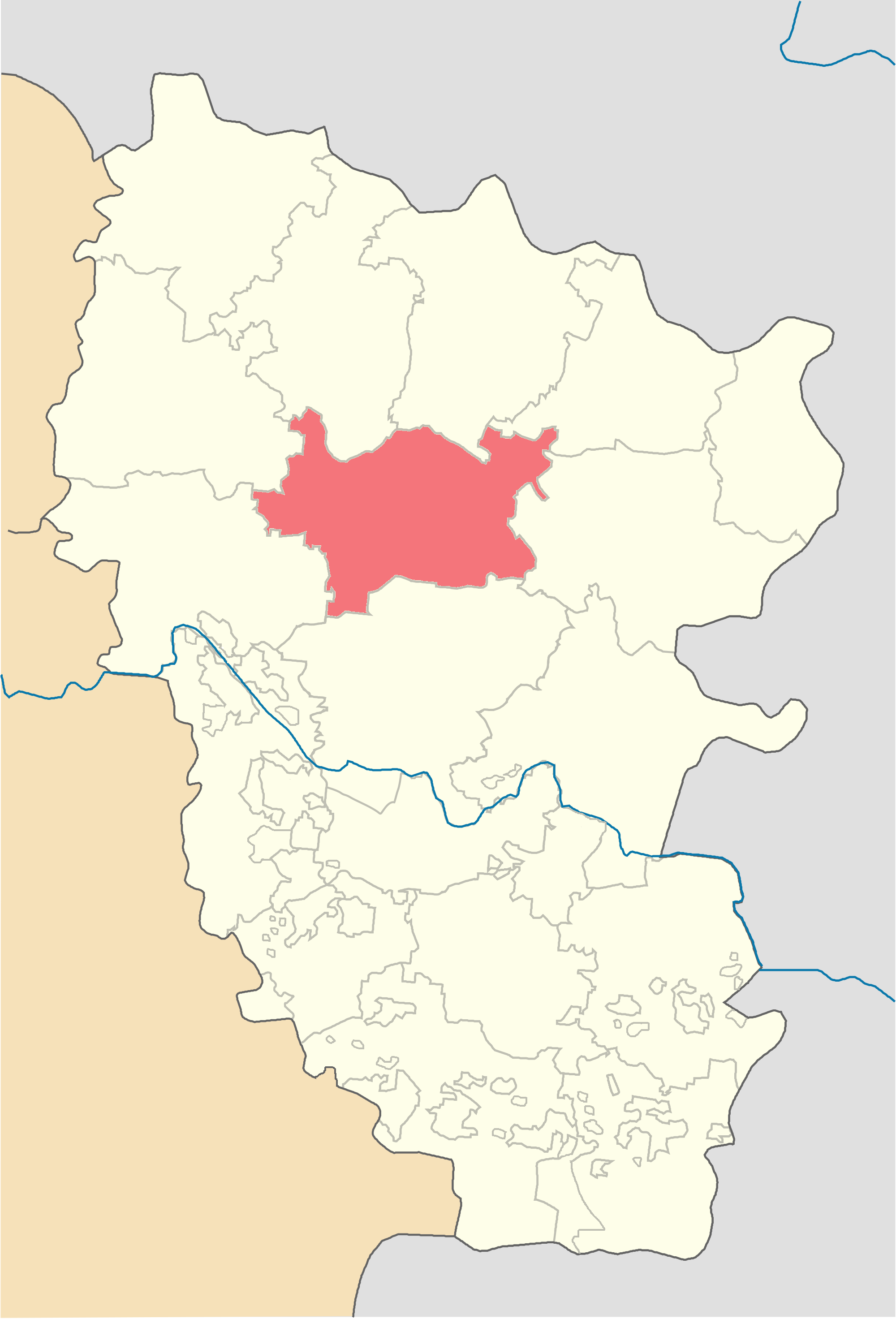
撤销前舊比利斯克區在盧甘斯克州的位置

舊比利斯克區（烏克蘭語：Старобільський район），是1923年至2020年間存在於烏克蘭的一個區，位於該國東部，由盧甘斯克州負責管轄，首府設於舊比利斯克，面積1,580平方公里，2013年人口46,664，人口密度每平方公里29.53人。